# أق قلعة (إسفراين)
أق قلعة (بالفارسية: آق‌قلعه) هي قرية تقع في قسم بام الريفي (مقاطعة إسفراين) في إيران. يقدر عدد سكانها بـ 446 نسمة .